# Giusto di Trieste
Giusto (in latino Iustus; III secolo – Trieste, 2 novembre 303) è stato un martire cristiano, venerato come santo dalla Chiesa cattolica. Visse sotto gli imperatori Diocleziano e Massimiano a Trieste.

## Agiografia
Il Martyrologium Hieronymianum riporta il giorno (ma non l'anno) della morte e attesta la devozione al santo in varie località dell'Africa. La Passio (narrazione del processo e della morte), preservata in vari manoscritti medievali, data il martirio con precisione al 2 novembre ma per quanto riguarda l'anno i dati non sono né univoci né coerenti. L'ipotesi più probabile è che il martirio sia avvenuto nel 303, durante l'ultima persecuzione di Diocleziano e Massimiano.
Giusto, noto a Trieste per le sue opere ed elemosine, fu denunciato di empietà (sacrilegium) da alcuni suoi concittadini. Secondo la legge romana il giudice doveva verificare di persona l'accusa. Perciò Giusto fu convocato nello studio privato (consistorium) del magistrato ed invitato a sacrificare agli dèi romani - invito cui egli oppose un fermo rifiuto. Nella scrupolosa osservanza delle procedure, il magistrato Manazio mandò Giusto in carcere per una pausa di riflessione. Il giorno seguente Giusto, nuovamente esortato a sacrificare, rifiutò; venne quindi fustigato e - poiché persisteva nel suo rifiuto - condannato alla morte per annegamento. La tradizione triestina conservò memoria del luogo del martirio: le acque del golfo di Trieste al largo dell'odierno promontorio di Sant'Andrea.
Il corpo di Giusto, inspiegabilmente sciolto dalle corde e dai pesi di cui era stato gravato, fu portato dalle onde sull'odierna Riva Grumula. Premonito da un sogno, il sacerdote (presbitero) Sebastiano avvertì altri fedeli ed insieme essi cercarono il cadavere. Trovatolo sulla spiaggia, lo seppellirono in luogo nascosto poco distante dal mare.

## Iconografia
Nella tradizione iconografica (mosaico ed affresco nella cattedrale di San Giusto, statua del santo, miniatura nel Breviario Tergestino-Aquileiese dell'Archivio Capitolare della Cattedrale) Giusto è rappresentato giovane, e tale continua ad essere nell'immaginazione post-romantica (tela di Carlo Wostry nella cattedrale di Trieste), in conformità al dato della Passio, che lo descrive come un giovane uomo. Tuttavia l'analisi delle sue ossa effettuata nel 1985 le definì appartenenti "a soggetto sicuramente maschile e di età pressoché senile".

## Culto
Il Martirologio romano fissa il ricordo di san Giusto al 2 novembre; poiché lo stesso giorno ricorre la Commemorazione dei defunti, a Trieste la festa viene posticipata al giorno successivo, il 3 novembre, mentre ad Albona viene regolarmente festeggiato il 2 novembre.

### Fonti storiche
- Acta Sanctorum Novembris I, 428-430, Passio a cura di Willem Van Hooff. (Il curatore consultò il codice Lat. cl. IX, 28 (=2798) della Biblioteca Marciana di Venezia, il codice Lat. 330 della Biblioteca di Vienna e il ms. 12.D.5/3 dell'Archivio diplomatico della Biblioteca Civica "A. Hortis" di Trieste)
- Stefano Di Brazzano, Passio sancti Iusti martyris. Testo tratto da vari codici con introduzione, note e traduzione italiana. In: Atti e Memorie della Società Istriana di Archeologia e Storia Patria 98 (1998) 58-85.
- Luciana Cuppo, "Passio sancti Justi martyris: A Late Antique Statement of Roman Identity vis-à-vis Domination from the East".  In: Identity and Alterity in Hagiography and the Cult of Saints Copia archiviata, su centreleonardboyle.com. URL consultato il 14 novembre 2012 (archiviato dall'url originale l'8 luglio 2011)., a cura di Ana Marinković e Trpimir Vedriš (Hagiotheca:Zagreb, 2010) 37-58 (in appendice al saggio la trascrizione della Passio dal codice XCV, f. 200-202v, della Biblioteca Capitolare di Verona e la traduzione inglese).
- Breviario Tergestino-Aquileiese, dal codice conservato nell'Archivio Capitolare di Trieste (codice databile al XV secolo, copia di quello dell'Archivio Comunale di Trieste). Disponibile in facsimile, Brescia 2011.

### Saggi
- Paolo Chiesa, "Le agiografie dei martiri triestini ed aquileiesi nei manoscritti", Antichità Altoadriatiche 60 (2005): 33-47.
- Stefano Di Brazzano, "Nuovi contributi per lo studio della tradizione manoscritta della Passio S. Iusti martyris, Antichità Altoadriatiche 60 (2005): 83-105.
- Rajko Bratož, "Il martirio per annegamento nella persecuzione diocleziana", Antichità Altoadriatiche 60 (2005): 111-146.
- Claudio Zaccaria, "Tergeste fra III e IV secolo", Antichità Altoadriatiche 60 (2005): 33-47.
- Cleto Corrain, "Reliquie di martiri Triestini conservate a Trieste. Inventario ed indagine osteometrica". In: La tradizione martiriale tergestina. Storia, culto, arte a cura di Vittorio Cian e Giuseppe Cuscito (Trieste 1992): 113-182.
- Giovanni Lettich, "Ancora sulla basilica martiriale di Trieste", Atti e Memorie della Società Istriana di Archeologia e Storia Patria n.s. 26 (1978) 157-188.
- Giovanni Lettich, "La necropoli tardoantica dei ss. Martiri", Archeografo Triestino s. IV 48 (1988) 11-38.